# Paraphylax divergens
Paraphylax divergens là một loài tò vò trong họ Ichneumonidae.